# Matija Poščić
Matija Poščić (2 de diciembre de 1985) es un exbaloncestista croata. Con 2,06 de estatura, jugaba en la posición de pívot.

## Trayectoria
Se formó  en la liga universitaria, pero volvería a su país para jugar en la primera división Croata.
Su trayectoria profesional está plagada de equipos de la primera división croata (A1) como el KK Zagreb, Svjetlost y Trogir, aunque también ha jugado en las primeras divisiones de las ligas húngara, italiana o suiza. A pesar de no ser un pívot de altura, los números muestran de lo que es capaz Poscic, quien en la última temporada disputada con el Sopron KC de Hungría promedió 11,2 puntos y 7,4 rebotes en 21 minutos sobre el parqué.
En 2015, el pívot croata llega al San Pablo Inmobiliaria para ser uno de los referentes.

## Clubes
- 2007-2009 DePaul University
- 2009-2010 KK Trogir  Croacia
- 2010-2011 KK Kvarner  Croacia
- 2011 KK Slavonski Brod  Croacia
- 2011-2012 Basket LF  Suecia
- 2012-2013 KK Zagreb  Croacia
- 2013-2014 Marso-Vagép NYKK  Hungría
- 2014 Basket Vanoli Cremona  Italia
- 2014-2015 Sopron KC  Hungría
- 2015-2016 San Pablo Inmobiliaria Burgos  España